# Garážová vrata

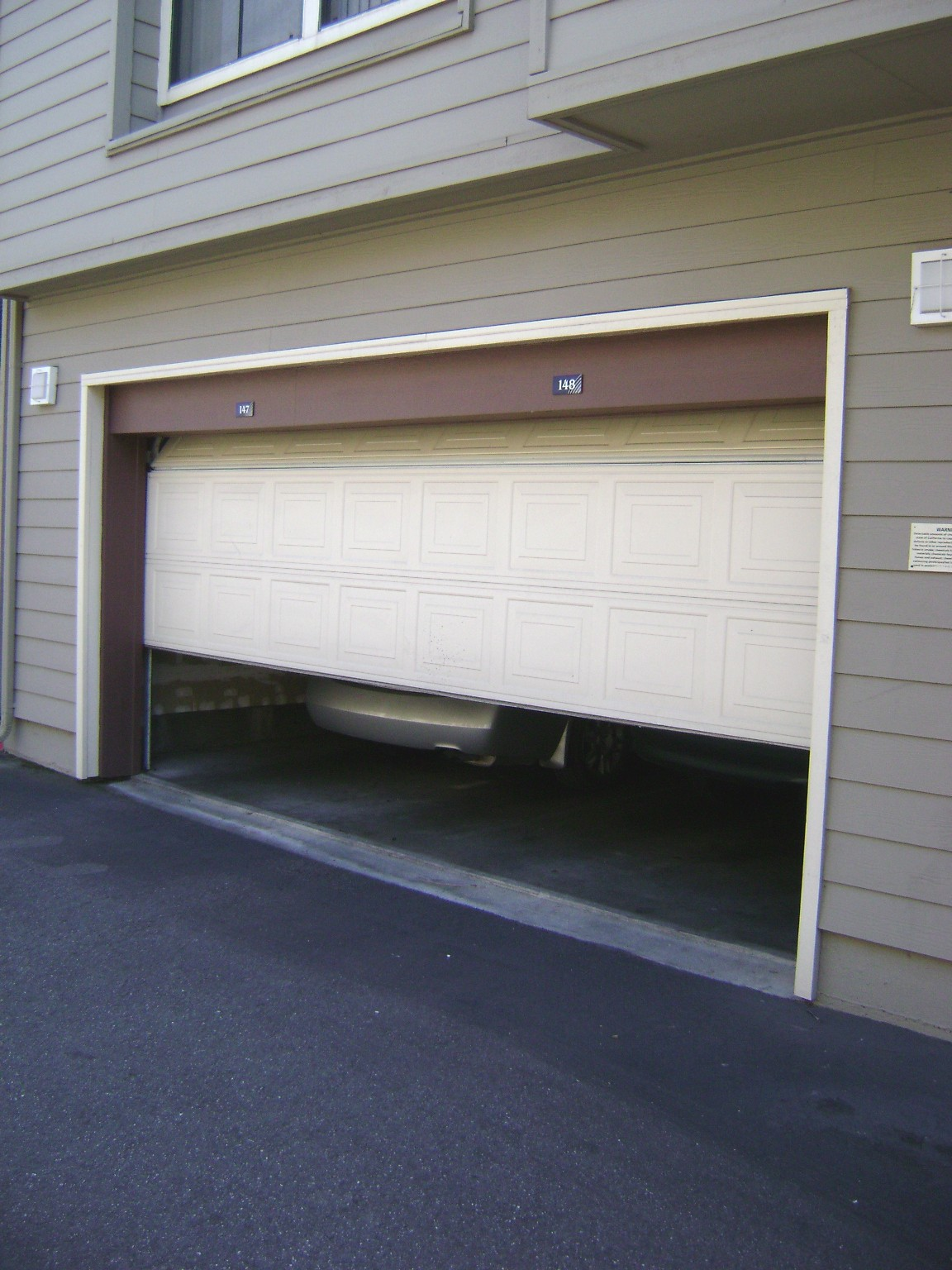
Sekční garážová vrata

'Garážová vrata jsou pohyblivé konstrukce uzavírající vjezdový otvor v objektech nebo prostorech k odstavení či parkování silničních vozidel. Obdobné konstrukce větších rozměrů jsou využívány v železničních depech, tramvajových vozovnách nebo leteckých hangárech. S pohyblivou částí garážových vrat se manipuluje buďto ručně nebo pomocí elektrického pohonu.
Vrata jsou obecně složena ze zárubně (ocelové nebo hliníkové), která je zapuštěna do zdi, pohyblivých křídel a pohybového mechanismu. To může být navíjecí buben s torzními pružinami, vodicí kolejnice, vyklápěcí mechanismus, elektrický pohon. Důležitým příslušenstvím vrat je mechanický, případně kódový zámek nebo přijímač dálkového ovládání. Většina garážových vrat se otevírá vzhůru podél svislé osy. Otvor vrat ohraničuje po stranách ostění, nahoře nadpraží a dole podlaha nebo práh.

## Popis
Výklopná garážová vrata sestávají z jediného panelu, který je po stranách rovnoběžně upevněn v závěsném systému. Sekční a bočně posuvná sekční vrata jsou sestavena z několika panelů a při otevírání se pohybují po kolečkovém mechanismu. Samotná váha vrat se pohybuje od 180 kilogramů výše. Zdvihání vrat pomáhají torzní pružiny. Dálkové ovládání je častou výbavou garážových vrat a zvyšuje pohodlí a bezpečnost. Do sekčních vrat mohou být integrovány samostatně otevírané dveře. Panely vrat jsou převážně sendvičové konstrukce. Odolný povrch (plast, hliníkový plech) je vyplněn tepelně izolačním materiálem, jako je polyuretanová pěna. Výplň snižuje tepelné ztráty, ale jsou i vrata bez tepelné izolace.

## Druhy vrat
Garážová vrata se člení podle způsobu otevírání, náročnosti stavební připravenosti a montáže na:
- Výklopná garážová vrata
- Sekční garážová vrata
- Bočně posuvná (sekční) garážová vrata
- Závěsná garážová vrata
- Rolovací garážová vrata
- Křídlová garážová vrata – u křídlových garážových vrat jsou dostupná dvě základní provedení:
  - dvoukřídlá vrata s nepřerušeným tepelným mostem
  - dvoukřídlá vrata s tepelným mostem přerušeným

Křídla vrat mohou být kovová, dřevěná, plastová, skleněná.
Garážová vrata jsou vyráběna v typizovaných rozměrech nebo přesně podle velikosti stavebního otvoru – takzvaně na míru.